# Dorcas Muthoni
Dorcas Muthoni (Nyeri, 1979) és una enginyera i emprenedora keniana, directora general i fundadora de l'empresa Openworld. Amb el seu treball com a empresària i informàtica utilitza la tecnologia per trormarnant positivament la vida de la societat africana, els governs i les empreses.
Dorcas Muthoni es va graduar en Informàtica per la Universitat de Nairobi, especialitzant-se en les xarxes sense fils, en la ràdio-comunicacions i la planificació tecnològica estratègica, entre altres matèries.
Quan tenia 24 anys, va fundar OpenWorld, una empresa de consultoria de programari a la regió d'Àfrica oriental, la qual s'ha consolidat com un centre de codi obert, està involucrada en algunes de les aplicacions web i del núvol més utilitzades a l'Àfrica, com ARIS, utilitzada pels cinquanta-quatre estats de la Unió Africana, o OpenBusiness, una eina d'administració de negocis basada en el núvol.
Va fundar l'organització AfChix per proporcionar assessorament i orientació a dones i nenes en les TIC. Des de l'any 2004, a través d'aquesta entitat, ha impulsat congressos i trobades, i ha facilitat les carreres de computació i la formació contínua d'aquest col·lectiu que l'han convertida en un model a seguir per a aquestes generacions.
Anteriorment, va treballar en la creació de la xarxa d'educació de Kenya que va esdevenir pionera en la investigació i l'ensenyament a l'Àfrica (KENET) proporcionant una infraestructura digital comuna a més de trenta universitats i institucions de recerca del país.
En reconeixement de la seva trajectòria ha rebut el 2008 el premi Change Agent de l'Institut Anita Borg de la Dona i la Tecnologia (AnitaB.org). El 2009 va ser seleccionada en el Women's Forum Rising Talent, una xarxa de dones amb gran talent amb potencial per convertir-se en figures influents en un futur, i el 2013 va ser elegida pel Young Global Leader del World Economic Forum, un panell de líders mundials menors de 40 anys.
Ha estat investida Doctora Honoris Causa per la Universitat Pompeu Fabra el 2017 per la seva tasca en la promoció dels estudis d'enginyeria entre les noies a l'Àfrica, la mentoria dels joves, i el seu compromís social amb la lluita contra la pobresa.